# Poeciliopsis pleurospilus
Poeciliopsis pleurospilus, tên thông thường là largespot livebearer, là một loài cá nước ngọt thuộc chi Poeciliopsis trong họ Cá khổng tước. Loài này được mô tả lần đầu tiên vào năm 1866.

## Từ nguyên
Danh pháp của loài cá này được ghép từ 2 âm tiết: pleuro ("bên cạnh") và spilos ("đốm, chấm"), ám chỉ 6 - 7 đốm tròn màu đen ở hai bên lườn của chúng.

## Phân bố và môi trường sống
P. pleurospilus có phạm vi phân bố ở Trung Mỹ. P. pleurospilus có mặt trải dài từ thượng nguồn lưu vực sông Grijalva (bang Chiapas, Mexico), băng qua thượng nguồn lưu vực sông Motagua (Guatemala) và lưu vực sông Ulua (Honduras), đến các con suối từ eo đất Tehuantepec chảy vào sông Choluteca (Honduras); hồ Amatitlán và hồ Dueñas (Guatemala); còn được ghi nhận ở sông Tamarindo (Nicaragua). Loài cá này thường được tìm thấy ở các lạch suối nước trong, ao hồ yên tĩnh, nơi có đáy bùn, cát, sỏi đá, nhất là nơi có nhiều tảo lục và lục bình.

## Mô tả
P. pleurospilus có chiều dài cơ thể lớn nhất được ghi nhận là 5,7 cm.